# ビーグル B.206 バセット
ビーグル B.206 バセット
- 用途：連絡機・旅客機
- 設計者：ビーグル・エアクラフト
- 製造者：ビーグル・エアクラフト
- 初飛行：1961年8月15日
- 生産数：79機
- 生産開始：1964年
- 退役：1974年5月
- 運用状況：退役

ビーグル B.206 バセット（Beagle B.206 Basset）は、ビーグル・エアクラフト社が開発した小型輸送機。イギリス空軍でも連絡機として利用された。

## 開発と設計

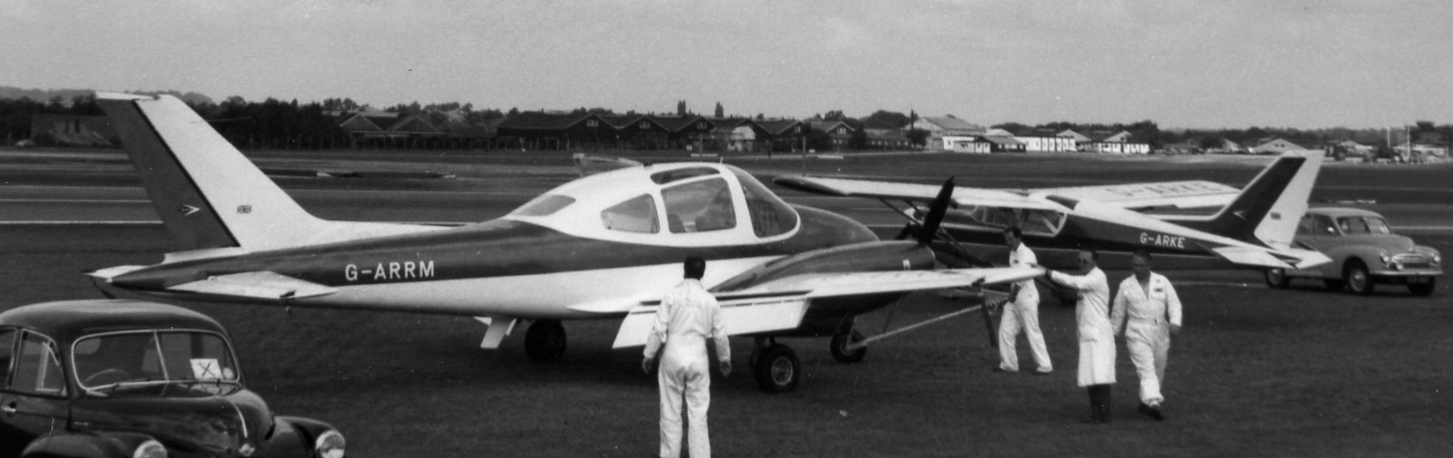
最初の試作機のお披露目は、1961年のファーンボロー航空ショーだった。

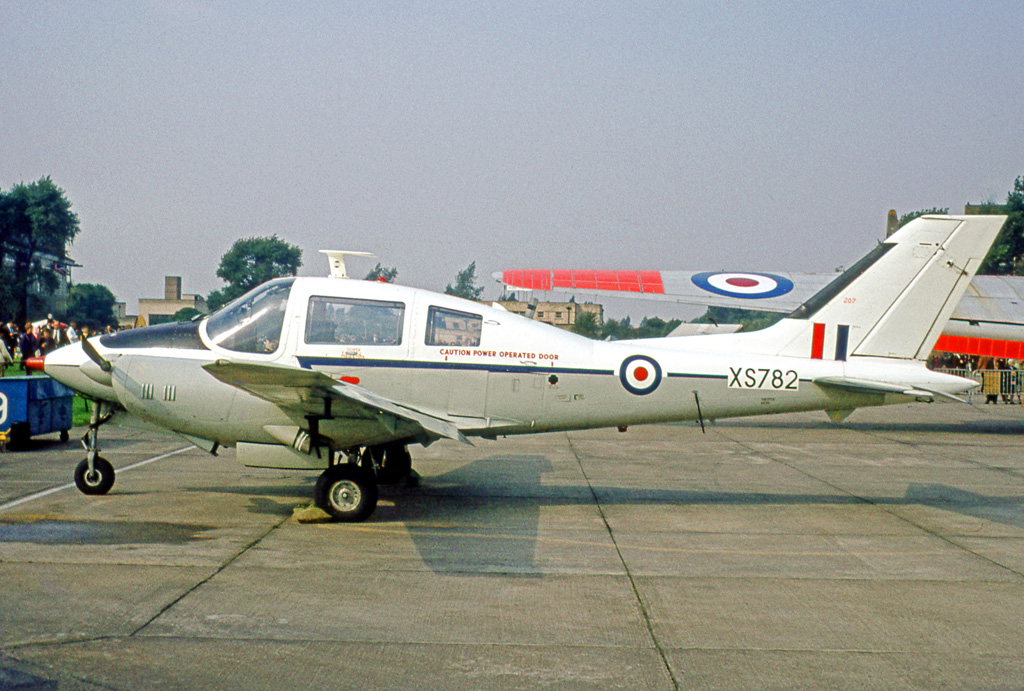
イギリス空軍に配備されたバセットCC.1（1969年撮影）

1960年、ブリストル・エアクラフト社の計画(ブリストル220)としてツインエンジンの小型輸送機計画が始まった。しかし同社の合併が決まったため、社員は計画をビーグル社へ持って行った。1961年8月、最初の試作機（G-ARRM）の初飛行がウェスト・サセックス州のショアハム空港にて行われた。この機体は座席数が5で全金属製の低翼機で、コンチネンタル社製のエンジンを2機積んでいた。この試作機は1990年にサリー州ウェイブリッジにあるブルックランズ博物館が取得し、ブリストル航空コレクションに貸し出されていた。また、2011年から17年まではハンプシャー州ファーンボローにあるファーンボロー航空科学基金博物館（FAST博物館）で展示されていた。その後、貸出契約が終了した2017年8月にブルックランズへ戻った。
2機目の試作機（G-ARXM）は1機目よりも少し大きく、座席も7席設置された。さらに航空省の試験のために2機が製造され、その後イギリス空軍から20機の注文が来た。空軍ではバセットCC.1という名称が与えられ、レスターシャー州のリーズビー飛行場内にある工場で生産された。
最初の生産機にはロールス・ロイス社製のエンジンが使用され、1964年7月に初飛行した。第2シリーズにはコンチネンタル社製のターボチャージャー付きエンジンが使用され、65年7月に初飛行した。またこの第2シリーズから大きな貨物扉が取り付けられた。この機体は主にエアタクシー業者に人気であり、オーストラリアのフライングドクター用にも3機が製造された。
第3シリーズでは座席数を10席に増やしたが、飛行したのは2機だけだった。そのうち1機は風洞実験で使用された後に第2シリーズに転用され、もう1機は生産中に設計変更がなされたのちブラジルへ売却された。もう1機が製造途中であったが、模型だけにとどまり実際の飛行はなかった。その後B.121 パップの製造ラインを開けるため、バセットの生産は79機で中止となった。

## 軍用機として

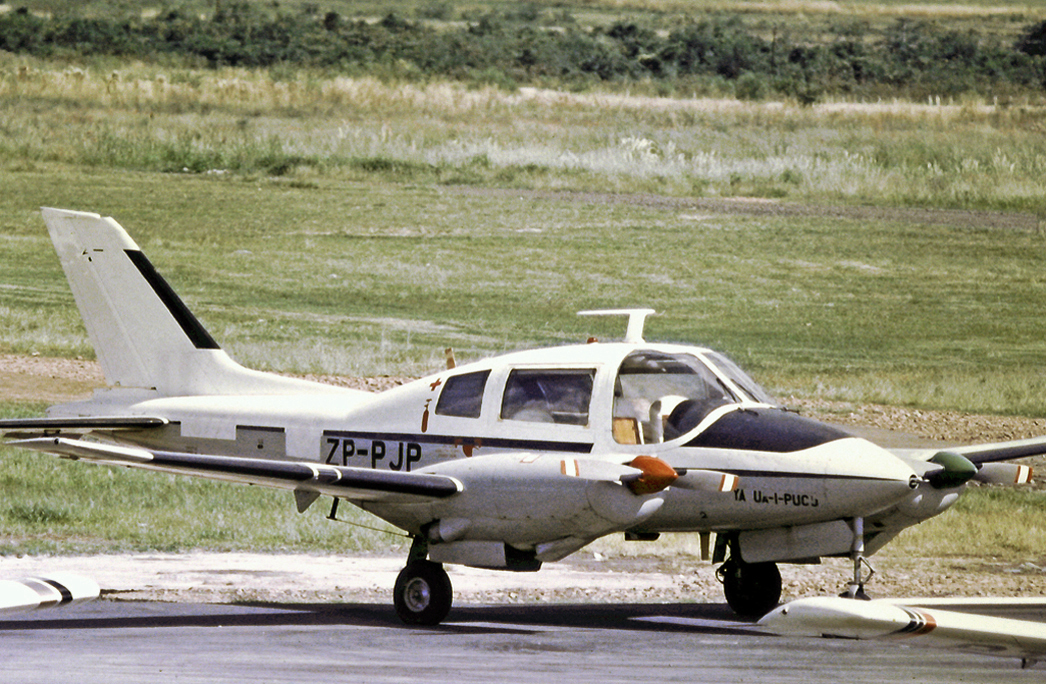
民間転用されたバセットCC.1（1975年、パラグアイにて）

B.206はイギリス空軍で連絡機として使用された。1963年3月にアブロ アンソンの後継機を決めるコンペが行われ、デ・ハビランド DH.104 ダブとの競争に勝利したB.206が20機の受注を獲得した。そして、1965年3月に連絡航空隊用の機体が引き渡された。この機体はロールス・ロイス/コンチネンタル社製のエンジンが2機取り付けられ、最高速度時速220マイル、航続距離1,645マイルを獲得した。また当該機には8名まで乗ることができた。
機体はワトフォードのボヴィンドン基地の南部連絡飛行中隊（SCS）に配備され、その後1969年2月にSCSが第207飛行中隊に変更された際にノースホールトへ移転した。その後1974年5月に退役し、民間機に転用された。

## 運用

### 軍事運用
シリア
- シリア空軍

 イギリス
- イギリス空軍
- 帝国テストパイロット学校

### 民間運用
オーストラリア
- フライングドクター

## 性能諸元

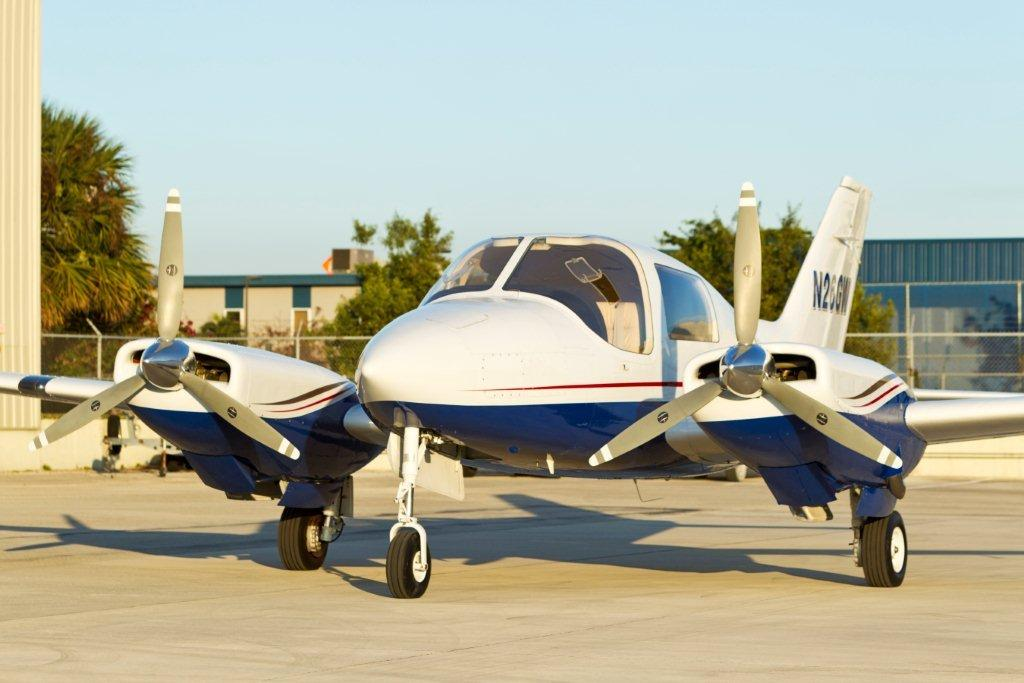
エンジン換装後のビーグルB.206

出典: British Civil Aircraft since 1919: Volume I 
諸元
- 乗員: 1
- 定員: 6
- 全長: 10.26m （33 ft 8 in）
- 全高: 3.45 m （11 ft 4 in）
- 翼幅: 13.957 m（45 ft 9+1⁄2 in）
- 空虚重量: 2,177 kg （4,800 lb）
- 最大離陸重量: 3,401 kg （7,499 lb）
- 動力: ロールスロイス/コンチネンタルGTSIO-520-C 空冷水平対向6気筒エンジン、250 kW （340 hp）   × 2機

性能
- 最大速度: 415 km/h （258 mph） 224 kn
- 巡航速度: 351 km/h （218 mph） 189 kn
- 航続距離: 1,620 km （1,010 mi） 870 nmi
- 実用上昇限度: 8,300 m （27,100 ft）
- 上昇率: 6.8 m/s （1,340 ft/min）